# Slovenská televízia
Slovenská televízia (en español, Televisión eslovaca) fue una compañía de televisión de Eslovaquia. Se fundó en 1993 tras la escisión de Checoslovaquia, cuando la empresa se desligó de la televisión checa y comenzó a funcionar por separado. 
Desde el 1 de enero de 2011, la radio y televisión pública eslovaca funcionan dentro del grupo Rozhlas a televízia Slovenska.

## Historia
Durante el tiempo que Eslovaquia formó parte de Checoslovaquia, la televisión pública estuvo integrada en el grupo Československá televize (ČST), que gestionaba canales para todo el país sin diferencias entre regiones. Las primeras emisiones en Bratislava comenzaron en 1956, y se extendieron a todo el país un año después. La caída del régimen comunista tras la Revolución de terciopelo dotó de una mayor libertad de expresión a los medios de comunicación públicos.
Con la creación de la República Federal Checa y Eslovaca en 1990, hubo cambios en la organización de ČST. Su primer canal se mantuvo como televisión federal (F1), mientras que el segundo se convirtió en dos cadenas que solo emitirían en sus naciones: Česká televize en Chequia y Slovenská televízia (S1) en Eslovaquia. De este modo, sus emisiones comenzaron el 1 de julio de 1991.
El 1 de enero de 1993, Slovenská televízia se convirtió en el grupo de televisión pública de Eslovaquia, nuevo país creado tras la disolución de Checoslovaquia. Las frecuencias de la antigua televisión checoslovaca pasaron a su control, lo que le permitió desarrollar dos canales nacionales: SVT1 por la señal del antiguo canal federal y SVT2 por el espacio que ocupaba S1. Ese mismo día, el grupo ingresó en la Unión Europea de Radiodifusión.
Durante un tiempo, Slovenská televízia gestionó un tercer canal de televisión. Con motivo de la celebración de los Juegos Olímpicos de Pekín 2008, se creó la cadena especializada en deportes Trojka, que comenzó sus emisiones el 8 de agosto. Sin embargo, los problemas económicos del país y el coste de los derechos de las pruebas propiciaron su cierre el 1 de julio de 2011.

## Canales de televisión
Slovenská televízia gestionaba tres canales de televisión que también transmitían en alta definición:
| Logo | Canal de televisión | Información |
| ---- | ------------------- | --- |
|      | :1 (Jednotka)       | Canal generalista dirigido a todos los públicos, con una programación dedicada a la información y el entretenimiento. Sus emisiones comenzaron el 1 de enero de 1993, aunque es heredera de la anterior televisión eslovaca que inició su actividad el 1 de julio de 1991, y su nombre significa "El Uno" en eslovaco. |
|      | :2 (Dvojka)         | Canal generalista con una programación minoritaria, similar a otros segundos canales europeos. Emite espacios culturales, deportivos y de servicio público, con especial atención a las minorías del país. Empezó su actividad el 1 de enero de 1993 y su nombre significa "El Dos" en eslovaco.                       |
|      | :3 (Trojka)         | Canal centrado en el deporte. Inició emisiones el 8 de agosto del 2008. |